# Queen of the Netherlands
Die Queen of the Netherlands ist eines der weltweit größten Saugbaggerschiffe. Das Schiff kann mit seinen extrem leistungsfähigen Saugpumpen bis zu 160 Meter Wassertiefe saugen.

## Schiffsdaten
Das Schiff weist eine Länge von 230,71 Metern und eine Breite von 32 Metern auf. Der Tiefgang beträgt bis zu 11,46 Metern. Das Ladevolumen beträgt 35.500 m³. Die installierten Pumpen haben eine Leistung von 3 × 1000 kW und 2 × 6000 kW. Als Manövrierhilfe ist ein Bugstrahlruder mit 2650 kW eingebaut.
Das Schiff erreicht eine Geschwindigkeit von bis zu 18 Knoten und hat im Normalbetrieb 46 Besatzungsmitglieder an Bord.

## Einsätze
Neben Baggerarbeiten wurde das Schiff zur Bergung von Wrackteilen des im September 1998 abgestürzten Swissair-Flugs 111 verwendet. Anhand der durch die Queen of the Netherlands geborgenen Wrackteile wurden Untersuchungen an der Absturzursache durchgeführt.